# Смит, Джордж (издатель)
Джордж Мюррей Смит (англ. George Murray Smith; 19 марта 1824, Лондон — 6 апреля 1901, Byfleet, Суррей) — один из знаменитых издателей викторианской эпохи. Со своим отцом, Джорджем Смитом старшим, владел фирмой «Смит, Элдер и Ко». Издавал сочинения Шарлотты Бронте, Уильяма Теккерея, и многих других знаменитых писателей. Является основателем журнала «Корнхилл».

## Биография
Смит родился в 1824 году в семье издателя Джорджа Смита старшего. От своей матери Элизабет он получил второе имя Мюррей. Его отец начал печатное дело вместе с Александром Элдером и в год рождения юного Джорджа основал его в Корнхилле.
Фирма была чрезвычайно успешной. В возрасте четырнадцати лет юный Джордж пришел в бизнес, а в 1843 году взял на себя управление издательским отделом. Смит сменил своего отца после смерти последнего и расширил ассортимент и сферу продаж, охватив большинство тем викторианской эпохи и Британской империи. Фирма также поставляла каталог с другими товарами, необходимыми британским эмигрантам. Значительная часть бизнеса была связана с иностранными агентствами и банковским делом, особенно с Индией, но в 1868 году это было передано его партнеру Генри Сэмюэлю Кингу, который отделился от фирмы, сохранив старые помещения на Корнхилле, а Смит перевёл издательское дело, теперь уже под своим единоличным контролем, на Ватерлоо Плейс, 15.
Более тридцати лет Смит был другом и издателем Джона Рёскина, и именно у него был издан роман «Джейн Эйр». В 1855 г. было начато издание еженедельника «Overland Mail», предназначенного для читателей в Индии, и «Homeward Mail», содержащего индийские новости для английских читателей. В издательстве Smith, Elder & Co. выходили произведения Дарвина, Рёскина, Теккерея, Роберта и Элизабет Баррет Браунинг, Уилки Коллинза, Мэтью Арнольда, Гарриет Мартино, Джеймса Пейна и миссис Хамфри Уорд. В 1866 году была опубликована «Последняя хроника Барсета» Троллопа, за которую было заплачено 3 тыс. фунтов стерлингов. В январе 1860 году было начато первое из трёх великих начинаний Джорджа Смита: в том же месяце под редакцией Теккерея вышел журнал The Cornhill Magazine. Вторым начинанием стало основание в 1865 году газеты The Pall Mall Gazette.
Одним из самых амбициозных проектов Смита стал «Dictionary of National Biography», выпущенный в 63 томах, изданных с 1885 по 1900 гг.
Джордж Смит, по общему признанию, послужил прототипом персонажа Грэма Бреттона в романе Шарлотты Бронте «Виллетт» (как он сам считал).
Смит был богатым человеком не только благодаря своему издательскому бизнесу, но и благодаря крупной собственности на минеральную воду Apollinaris и другим предприятиям. 6 апреля 1901 году умер в Сент-Джорджес Хилл, Байфлит, Суррей.